# Hina Rabbani Khar
Hina Rabbani Khar (en urdu: حنا ربانی کھر‎; Multán, 19 de noviembre de 1977) es una política pakistaní.

## Carrera
Estudió negocios en la Universidad de Lahore de Ciencias de la Administración y en la Universidad de Massachusetts Amherst antes de ingresar a la política como miembro de la Asamblea Nacional en 2002, representando a la Liga Musulmana de Pakistán (Q) y convirtiéndose en ministra subalterna responsable de la política económica bajo el primer ministro Shaukat Aziz. En 2009, tras cambiar de partido y ganar la reelección con el Partido del Pueblo Pakistaní, fue nombrada viceministra de finanzas y asuntos económicos y ese mismo año se convirtió en la primera mujer en presentar el presupuesto ante la Asamblea Nacional.
Fue designada por el primer ministro Yousaf Raza Gillani como Ministra de Asuntos Exteriores de Pakistán en julio de 2011, y se desempeñó en el cargo hasta poco antes de las elecciones de 2013, cuando se retiró de la política activa. Con 33 años de edad al momento de asumir frente al ministerio de exteriores, fue la persona más joven y la primera mujer en el cargo. Continúa siendo miembro del Partido del Pueblo Pakistaní y es oradora sobre política exterior.